# ميدان الأوبرا

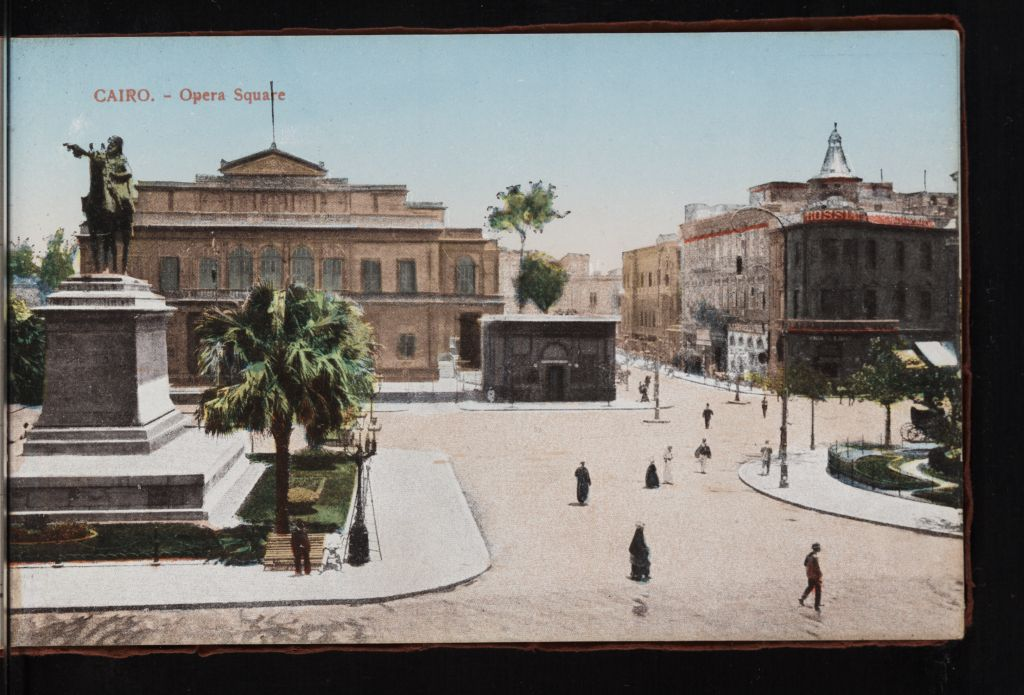
ميدان الأوبرا قديما

ميدان الأوبرا هو أحد الميادين الرئيسية في وسط القاهرة، ويعود تاريخه إلى عام 1869 ميلادياً، وهي السنة التي أنشأت فيها أول دار أوبرا في الشرق الأوسط في عهد الخديوي إسماعيل.
بني في وسط ميدان الأبورا تمثال إبراهيم باشا.

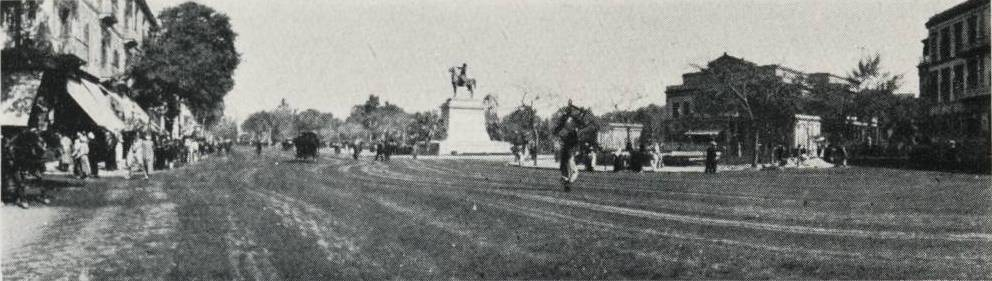
ميدان الأوبرا 1906م

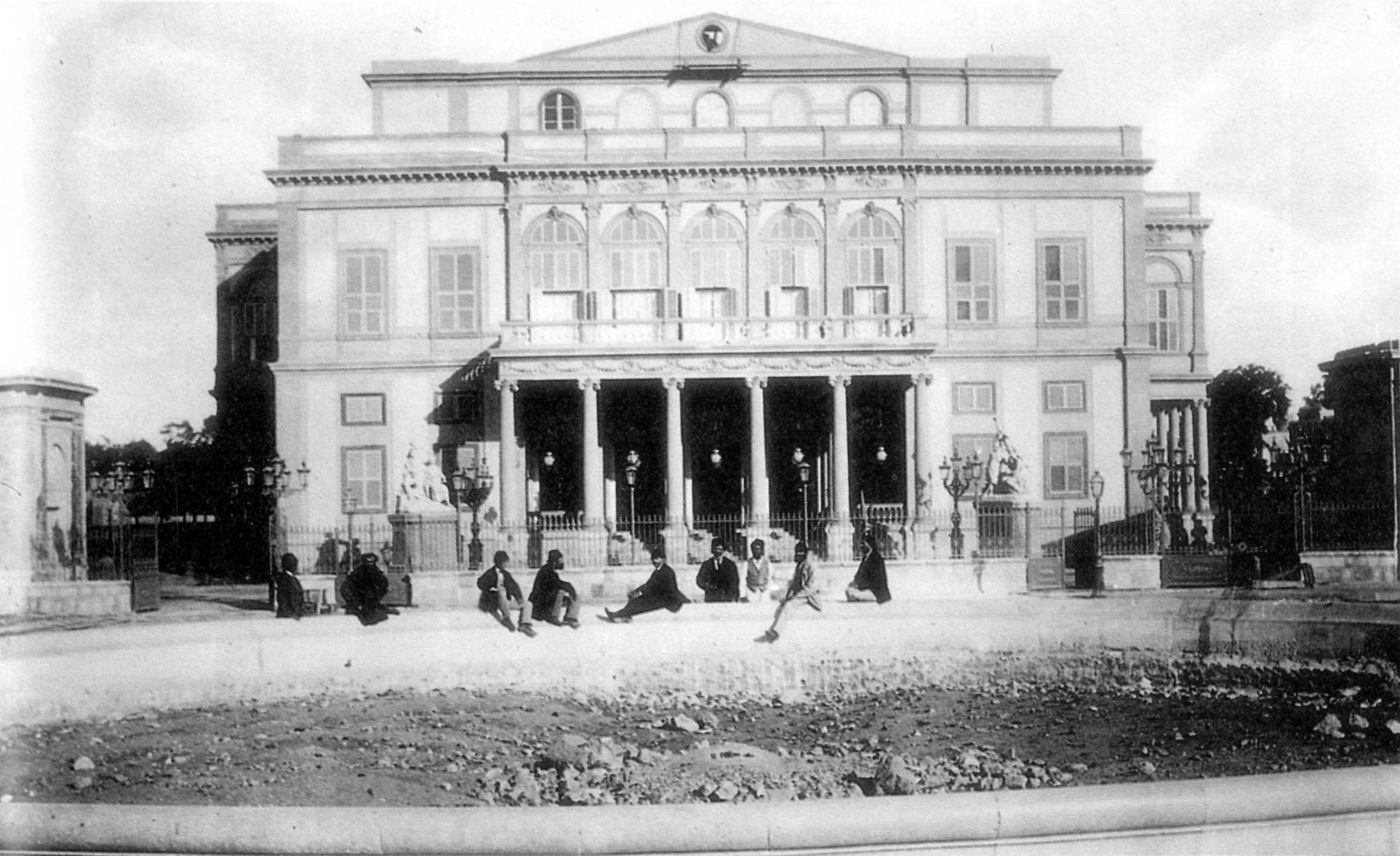
قبل وضع التمثال

## تمثالإبراهيم باشا
يوجد تمثال إبراهيم باشا في ميدان الأوبرا ( إبراهيم سابقا ) ، وهذا التمثال من صنع الفنان الفرنسى ( كورديية ) وذلك بأمر من الخديوى إسماعيل عام 1872 م. أقيم هذا التمثال في ميدان العتبة الخضراء أولاً، لكنه نقل بعد ذلك في مكانة الحالي.
وأحدثت إقامته أزمة بين مصر وتركيا، فقد صنع كورديية لوحتين لوضعهما على قاعة التمثال الرخامية، أحدهما تمثل معركة نزيب، والثانية تمثل معركة عكا، وكانت اللوحتان على وشك أن توضعا على جانبي قاعدة التمثال، ولكن السلطات التركية تدخلت ورفضت اللوحتين لانها تمثلان هزيمتها أمام جيوش مصر.
وأخذ كورديية اللوحتين وسافر إلى فرنسا، وعرضهما في معرض باريس عام 1900 م. وبعد انتهاء مدة العرض أخذهما إلى بيته وحفظهما في استوديو صغير، حيث دفنهما التاريخ.
وحينما عزمت الحكومة المصرية على الاحتفال بمرور مائة سنة على وفاة إبراهيم باشا عام 1948 أرادت ان تعيد اللوحتين إلى مكانهما. فاتصلت مصر بفرنسا، وجرى البحث عن اللوحتين عند حفيد كورديية، وفي متاحف باريس الكبرى، فلم يعثر لهما على أثر، وقيل أنه وجدت صورتان فوتوغرافيتان لهما. ولكن بعد ذلك قام الفنانان المصريان أحمد عثمان ومنصور فرج بصنع لوحتين شبيهتين بلوحتى كورديه وهما الموجوتان حالياً على جانبي التمثال.
1. ↑  "ميدان الأوبرا". www.abou-alhool.com. اطلع عليه بتاريخ 2025-06-06.